# Pyay
Pyay of Prome is een stad in Myanmar. Het was enige tijd de hoofdstad van het rijk van de Pyu. De stad heette toen Sri Ksetra. In 832 werden de Pyu verslagen en weggevoerd door de Thai.
De tegenwoordige stad is vooral bekend vanwege de Schwesandaw-pagode.